# Station Echterdingen
Station Echterdingen is een spoorwegstation in de Duitse plaats Leinfelden-Echterdingen. Het station werd in 1993 heropend.